# Instrumentel betingning
Instrumentel betingning er en indlæringsmetode, der består i at en given adfærd belønnes, eller eventuelt straffes, hvorved personen/forsøgsdyret gennem belønning/straf tillærer sig en bestemt adfærd. Instrumentel betingning kan eksempelvis bestå i, at forsøgsdyret trykker på en pedal, hvorefter der under de givne omstændigheder gives belønning i form af mad. 
En bidragsyder til teorien om instrumentel betingning var den amerikanske adfærdspsykolog Edward Thorndike.